# Гудридж, Гари
Гари Генри Гудридж (род. 17 января 1966, Сент-Джеймсе, Тринидад и Тобаго) — канадский боец смешанных боевых искусств и профессиональный кикбоксер, выступавший в тяжёлой весовой категории. Финалист турнира UFC 8. Известен своими победами над такими бойцами как Олег Тактаров, Дон Фрай и Валентайн Оверим. Также выступал в профессиональном армрестлинге
.

## Карьера
Перед участием в MMA Гудридж добился больших успехов в армрестлинге. В частности, он победил Шерона Ремеза (англ. Sharon Remez) и Джона Брзенка в 1991 году.

### Карьера в MMA
Гудридж дебютировал в смешанных единоборствах на UFC 8. Первой бой против Пола Эрреры (англ. Paul Herrera) Гудридж завершил за 13 секунд нокаутом ударами локтями. Впоследствии, Гудридж проиграл в финале Дону Фраю.
Гудридж позже участвовал в UFC 9, UFC 10 и Ultimate Ultimate 1996, но особого успеха не добился, уступив сдачей Марку Коулмэну в полуфинале на 7 минуте боя.
После этого Гудридж стал участвовать в турнирах под эгидой PRIDE Fighting Championships. Также он вскоре подписал контракт с K-1 и её MMA-подразделением Hero’s.
На PRIDE 1 Гудридж нокаутировал Олега Тактарова, которого увезли с турнира в больницу.
На PRIDE 2 Гудридж встретился с легендарным бойцом того времени - Марко Руасом. Гудридж доминировал и наносил результативные удары в стойке и в партере и был близок к победе нокаутом, но Руас переломил ход боя, выполнив болевой приём на ногу.
После победы над малоизвестным бойцом, Амиром Ранаварди, Гудридж встретился с украинским кикбоксёром Игорем Вовчанчиным. Гудридж имел преимущество на земле, но как только Вовчанчину удалось встать в стойку, он потряс Гудриджа сильным оверхендом, после которого рефери остановил бой.
В период с 1999 по 2000, Гудридж проиграл в 5 поединках из 7, в одном из поединков снова уступив Вовчанчину.
На PRIDE 14 Гудридж одержал одну из значимых побед в своей карьере, жестоко нокаутировав Валентейна Оверема.
На турнире PRIDE 15 Гудридж встретился с будущим чемпионом Антониу Родригу Ногейрой, для которого это был дебют в организации. Бразилец победил Гудриджа удушающим приёмом в первом раунде.
В 2003 году Гудридж потерпел поражение от Фёдора Емельяненко.
В том же году Гудридж провёл свой последний бой в PRIDE, в котором ему удалось взять реванш у Дона Фрая, нокаутиров его в первом раунде с помощью хай-кика.

Начиная с 2008 года, Гудридж проигрывал все поединки в MMA.￼￼.
В 2008 году он потерпел 5 поражений, в том числе от Алистара Оверима. В бою против Габора Немета (Gabor Nemeth) Гудридж, несогласный с действиями судьи, покинул ринг по окончании первого раунда и был дисквалифицирован.
В 2009 году Гудридж встретился с Гегардом Мусаси, которого он значительно превосходил в весе, на турнире Dynamite!! 2009 и проиграл техническим нокаутом в первом раунде.

### Карьера в кикбоксинге
Гудридж дебютировал в кикбоксинге в 1999 году на турнире K-1 Revenge, проиграв японцу Мусаси дисквалификацией.
Свою первую победу в турнирах K-1 Гудридж одержал над южноафриканцем Майком Бернардо (англ. Mike Bernardo), победив техническим нокаутом на этапе гран-при K-1 в Лас-Вегасе в 2002 году.
Наибольшего успеха Гудридж добился в 2005 году, когда он участвовал в двух турнирах гран-при K-1, проведённых в США. 30 апреля на турнире в Лас-Вегасе он одержал две победы и дошёл до финала, где был нокаутирован бразильцем Глобом Фейтосой (Glaube Feitosa) ударом ноги в голову. Три месяца спустя — 30 июля — Гудридж выиграл турнир в Гонолулу. Это открыло ему дорогу для участия в финале мирового гран-при, где он вновь проиграл Фейтосе уже в первом круге.

### Титулы и достижения
- 1996
  - Победитель первого турнира IVC
- 1997
  - Финалист UFC 8
- 2005
  - Победитель этапа гран-при K-1 на Гавайях
  - Финалист этапа гран-при K-1 в Лас-Вегасе
- 2006
  - Финалист этапа гран-при K-1 в Лас-Вегасе

## Болезнь
Многочисленные удары в голову, полученные Гудриджем в течение карьеры в единоборствах, привели к развитию хронической травматической энцефалопатии (СTE), которая была диагностирована в 2012 году. Первоначально Гари не замечал у себя признаков заболевания, но его знакомые обратили внимание на странности в его поведении. Так он мог звонить им несколько раз в течение дня, не помня фактов своих прошлых звонков, а его речь стала менее разборчивой. Помимо расстройства кратковременной памяти, болезнь также вызвала проблемы с координацией (Гари не может стоять на одной ноге), обонянием и депрессию. По отзывам знакомых, личность бывшего спортсмена сильно изменилась, он стал раздражительным и замкнутым. Гудридж признался, что он бы давно покончил жизнь самоубийством, если бы не принимал предписанных врачами лекарств. Данное заболевание в настоящее время неизлечимо и состояние бывшего спортсмена, по видимому, будет только ухудшаться.